# ウィリアム・ファーラー・スミス
ウィリアム・ファーラー・スミス（英: William Farrar Smith、1824年2月17日-1903年2月28日）は、土木技師、警察委員会の委員であり、南北戦争の時は北軍の将軍だった。

## 初期の経歴
スミスはその友人から「ボールディ」（禿頭）と呼ばれ、バーモント州セントオールバンズで、アシュベルとサラ・バトラー・スミス夫妻の息子として生まれた。従兄には政治家のジョン・G・スミスがいた。バーモント州の地元で教育を受けた後に1841年にウェストポイントの陸軍士官学校に入学し、5年後に41人の同級のうち5番目の成績で卒業した。1845年7月1日に名誉少尉に任官し、地形学工兵隊に配属された。1849年7月14日に少尉に、1853年3月3日に中尉に昇進した。
工兵隊勤務の間に五大湖、テキサス州、アリゾナ州およびフロリダ州、さらにはメキシコの測量を行った。フロリダにいる時に伝染病のマラリアに罹った。この時は完治したがこの病気は残りの人生でその健康に影響した。1856年、ミシガン州デトロイトに本部のある灯台の仕事に関わり始め、最終的に灯台局の技師局長になった。

## 南北戦争
南北戦争の第一次ブルランの戦いのとき、スミスはアービン・マクドウェル准将の参謀を務めた。1861年8月13日、第1バーモント旅団の編成を支援したあとで北軍の准将に指名された。七日間の戦いにおけるホワイトオーク湿地の戦いでの勇敢さで正規軍の名誉中佐に昇進した。1862年7月4日、北軍の少将への昇進を受けた。スミスはアンティータムの戦いでその師団を率いて目立った働きをし、正規軍で再度名誉昇進した。その軍団指揮官ウィリアム・B・フランクリンが上級指揮官に指名し直されたとき、スミスはポトマック軍第6軍団の指揮官を任され、惨憺たる結果になったフレデリックスバーグの戦いに参戦した。
フレデリックスバーグの後での責任追及で有名な将軍命令が出て、軍指揮官アンブローズ・バーンサイド少将は軍の上級士官何人かの解任を提案した。エイブラハム・リンカーン大統領はこの命令が効力を発するのを妨げ、逆にバーンサイドを指揮官から外した。スミスもその影響を受けた士官の一人だったが、軍を去らなかったのは立派なことだった。しかし、バーンサイドの欠点について直接リンカーンに話をするという短慮と、支持を失っていたジョージ・マクレランと親密な友人であったという事実も合わさって、軍団指揮官の地位と階級の両方を失う結果になった。合衆国上院はスミスの少将指名を確認できず、1863年3月4日に失効となった。スミスは准将に戻され、ゲティスバーグ方面作戦の重要な時に、ペンシルベニア州のサスケハナ方面軍の中にある師団サイズの民兵隊指揮を執り、カーライルの戦いで南軍J・E・B・スチュアートの部隊を撃退した。スミスの未熟な部隊は南軍ロバート・E・リー将軍がポトマック川まで後退するのを追撃する行動に参加したが成果は無かった。この後スミスはウェストバージニア州の師団指揮官になった。

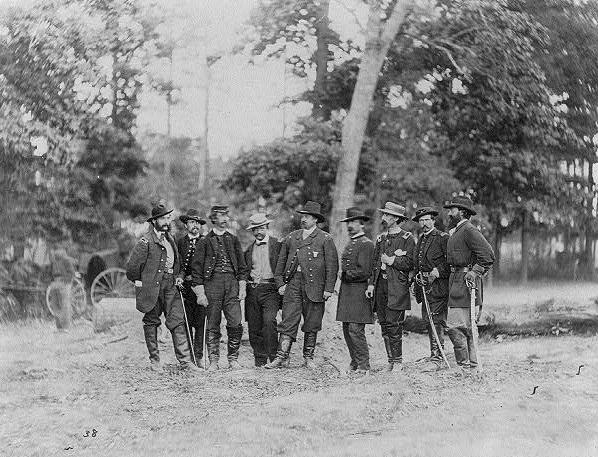
ウィリアム・ファーラー・スミス将軍と参謀達

1863年10月3日、スミスはカンバーランド軍（数週間後にはミシシッピ地域軍）の技師長任務を割り当てられた。スミスは工兵の作業を指揮してウォーハッチーの戦いを行い、「クラッカー・ライン」と呼ばれる補給線を開いてチャタヌーガで包囲されていた北軍に物資と援軍を届けることができた。この行動について合衆国下院軍事問題委員会は1865年に「部下として、W・F・スミス将軍はカンバーランド軍を捕捉されることから救い、その後の勝利に結びつけた」と報告した。スミスは再び志願兵の少将の階級に指名され、スミスの仕事に大変感銘をうけたユリシーズ・グラントがその指名は確認されるべきと強く主張したので、結局1864年3月9日に上院が確認することになった。グラントは、彼自身の声明に拠れば、「スミスの昇進に対する反対が根拠のあるものであることを見出すのにさほど時間はかからかった」が、その不満の根拠を述べることはなく、スミスは『戦闘と指導者』シリーズの中でその不満は純粋に個人の性格によるものだと主張した。
1864年のオーバーランド方面作戦で、スミスはグラントからベンジャミン・バトラーのジェームズ軍第18軍団指揮官を割り当てられ、コールドハーバーの戦いとピーターズバーグに対する最初の作戦でこの軍団を指揮した。スミスの軍団とアフリカ系アメリカ人の1個師団（エドワード・W・ヒンクスが指揮）が市を占領するよう命じられた。コールドハーバーでの大失敗を覚えていたスミスは徹底的な偵察を行った。防御戦の一部が主に砲兵によって守られていると分かったスミスは攻撃を命令した。しかし、その攻撃が遅延し、その間にリーが到着しつつあるという噂を恐れるようになった。スミスは恐らくは南軍の工作物の恐ろしいほどの強さの故に、あるいはマラリアが再発したがために、その度胸を失い、その躊躇のためにこの戦争を1年間近く縮める機会を逃したかもしれない。1864年7月19日、スミスは第18軍団指揮官を解任され、戦争の残り期間は「特別任務」で過ごすことになった。

## 戦後
スミスは1865年に志願兵従軍を辞め、1867年にアメリカ陸軍から除隊した。1864年から1873年まで国際電信会社の社長を務め、1875年から1881年はニューヨーク州警察委員会に務めて1877年にその総監になった。1881年以後、ペンシルベニア州で土木工作に携わった。スミスは1903年にフィラデルフィアで死に、アーリントン国立墓地に埋葬されている。スミスの『ウィリアム・F・スミス将軍の自叙伝、1861年-1864年』は1990年に死後出版された。